# Edictum praetoris
Het Edictum praetoris was in het klassieke Romeinse recht een jaarlijks edict met de rechtsstellingen van de praetor urbanus, een gekozen magistraat met de taak recht te spreken in de stad Rome gedurende een jaar.